# Platycapnos saxicola
Platycapnos saxicola és una espècie de planta de la família de les papaveràcies. És un endemisme del Sistema Bètic i Nord del Marroc.

## Etimologia
- Platycapnos: el seu nom està compost per πλατύς (platýs) mot grec que significa aplanat i estés, i καπνός (capnos) que és el nom comú que tenien les fumdeterra (gènere Fumaria) en grec i posteriorment en llatí. Nom atorgat per la seva aparença amb les espècies de Fumaria, però de fruits més aplanats que aquestes.
- saxicola: epítet d'origen llatí que significa literalment, que habita la roca (planta glareícola), referint-se a que creix en ambients pedregosos o tarteres.[2]

## Descripció
És un hemicriptòfit perenne de fins a 25 cm d'alçada, de tiges ascendents i carnoses, fràgils i glauques i absents de fulles a la seva part superior. Les fulles són doblement pinnatisectes amb els últims segments filiformes. Flors zigomorfes, rosades, sense marge groc, agrupades en raïms més aviat globosos. Els sèpals són petaloides i presenta 4 pètals, el superior amb una dent basal prominent. Té dos estams amb tres anteres cada un. L'estigma sense papil·les i un apèndix apical bífid. El fruit és una càpsula aplanada, monoesperma, amb la cara lateral membranosa i marge gruixut. Les llavors també són aplanades, de color marró fosc i estries concèntriques. Floreix de juny a agost. El seu nombre cromosòmic és 2n = 28.
Els espècimens del gènere Platycapnos produeixen alcaloides aromàtics de la família de les isoquinolines, fet que el provoca que siguin lleugerament tòxics. En especial Platycapnos saxicola és ric en sinoacutina i glaucina mentre que les altres espècies (P. tenuiloba i P. spicata) produeixen en més abundància aporfina i nantenina. El contingut d'alcaloides de la planta és d'entre 1,9 i 3% del seu pes total en sec.
Es diferencia de les altres espècies de Platycapnos per ser una planta perenne, tenir tiges florals no folioses a la part superior i no presentar un apèndix en l'àpex de l'estigma.

## Hàbitat i distribució
La seva distribució és bèticomagrebí. A la Península es troba a diferents serres del Sistema Bètic de les províncies de Jaén, Granada i Almeria, també s'hi fa a l'Atles mitjà (el Marroc). Creix en gleres, tarteres més o menys mòbils i peus de penya-segats de naturalesa calcària de l'estatge oromediterrani (equivalent a l'estatge subalpí) per sobre dels 2.000 metres. En aquests indrets forma una comunitat pròpia de llocs pedregosos (Platycapno saxicolae-Iberidion lagascanae) juntament amb altres espècies glareícoles com Silene boryi, Silene vulgaris subsp. commutata i Senecio quinquerediatus. Segons criteris de la Unió Internacional per a la Conservació de la Natura (UICN) és una espècie vulnerable, degut a la seva reduïda àrea de distribució, inferior a 250 km².